# Michel Augusto
Michel Natan Felix Augusto  (Bastos, 9 de novembro de 2004) é um judoca brasileiro.

## Carreira
Augusto começou a treinar judô aos 6 anos, em 2009, na Associação de Judô de Bastos. Aos 14 anos, já tendo competido em disputas regionais e nacionais, se mudou para São Paulo, onde se transferiu para o centro de treinamento Projeto Futuro e começou a competir pelo São Caetano. Quando a pandemia de COVID-19 suspendeu competições em 2020, voltou para Bastos, e no ano seguinte acabou sendo convidado a treinar com o Sesi de Botucatu.
Nos Jogos Sul-Americanos de 2022, realizados em Assunção, no Paraguai, Augusto conquistou a medalha de bronze na categoria 60kg.
Aos 18 anos, Augusto conquistou a medalha de bronze no Campeonato Pan-Americano de Judô de 2023, realizado em Calgary.
No Jogos Pan-Americanos de 2023 em Santiago, Augusto conquistou seu maior título, obtendo a medalha de ouro na Categoria 60 kg.
No Campeonato Pan-Americano de Judô de 2024 realizado no Rio de Janeiro, obteve seu primeiro título neste campeonato, conquistando a medalha de ouro. 
No Campeonato Mundial de Judô de 2024, ele venceu duas lutas (em uma delas, derrotando o último campeão europeu, Balabay Aghaye), chegando assim às oitavas de final, e garantindo sua classificação para os Jogos Olímpicos de 2024.
Nos Jogos Olímpicos de 2024, em Paris, venceu sua primeira luta antes de ser eliminado pelo japonês Ryuju Nagayama nas oitavas de final. Voltou logo após sua eliminação, e assim não ficou para a disputa de equipes.
Em março de 2025, conquistou sua primeira medalha em Grand Slams (Grand Slam é o torneio que mais pontos dá no ranking de judô depois dos Jogos Olímpicos, do Mundial e do World Masters), obtendo a medalha de prata no Grand Slam de Tbilisi de 2025.
No Campeonato Pan-Americano de Judô de 2025, conquistou a medalha de ouro, conquistando seu segundo título consecutivo neste torneio.
Aos 20 anos de idade, participando do Campeonato Mundial de Judô de 2025, ele ficou perto de obter uma medalha. Augusto chegou na semifinal do mundial, perdendo para o eventual campeão do torneio Ryuju Nagayama. Na disputa da medalha de bronze, sofreu uma lesão (entorse no tornozelo) e perdeu a luta por excesso de shidos (punições), terminando em 5º lugar.